# Geir
Geir er et drengenavn, som på norrønt (oldnordisk) betyder spyd.
Det er meget almindeligt på Island og i Norge; knap så almindeligt i Sverige og Danmark.

## Eksempler
- Geir H. Haarde – Islands statsminister fra 2006
- Geirr Tveitt – norsk komponist
- Geir Sveaass – direktør for Aalborg teater siden 1. juli 2001

Se artikler der starter med "Geir" for flere eksempler.